# Нуеве де Хулио (бронепалубен крайцер)
„Нуеве де Хулио“ (на испански: ARA Nueve de Julio) е бронепалубен крайцер на аржентинските ВМС от края на 19 век. Построен е в единствен екземпляр. Той е усъвършенстван вариант на крайцера „Вентисинко де Майо“, принадлежи към т. нар. „крайцери от Елсуик“, строящи се масово за износ от британската компания Sir W.G. Armstrong & Company. Неговото последващо развитие, като проект, е крайцерът „Буенос Айрес“, също построен от фирмата на Уилям Армстронг.

## Проектиране и строеж
Проектът на „Нуеве де Хулио“ започва през януари 1890 г. с меморандум на Филип Уотс до съвета на директорите на компанията „Армстронг“. В него той препоръчва незабавно, без да се чака поръчка, да се заложи за строеж нов крайцер на освободения стапел в Елсуик. Уотс отбелязва, че от гледна точка на възможна продажба на Кралския флот, е разумно да се пристъпи към строителство на крайцер от типа „Пърл“, три единици от който фирмата вече е построила за британските военноморски сили в Австралия. Заедно с това, Уотс посочва, че впечатлението сред военноморските кръгове от произведените „Пиемонте“ и „Вейнтисинко де Майо“ е такова, че има смисъл да се заложи още един подобен крайцер – бърз, но с усилена защита и увеличен запас от въглища.

## Конструкция
„Нуеве де Хулио“ става увеличена версия на „Вейнтисинко де Майо“, като конструктивно той повтаря прототипа. Той също няма двойно дъно в района на двигателите си. Дъното е обшито с тик и медни пластини. Външно „Нуеве де Хулио“ се отличава от предшественика си с по-високи комини.
Любопитно е, че макар аржентинската страна да не настоява за пълни изпитания на кораба, компанията ги провежда. По предварителните разчети, „Нуеве де Хулио“ трябва да достигне 21,25 възела при естествена тяга и мощност от 9000 к.с. С форсиране на двигателите трябва да се получи скорост от 22,5 възела при мощност 13 500 к.с. Фактически, при изпитанията се достигат 21,98 възела при мощност 8878 к.с., а при мощност 14 185 к.с. крайцерът развива 22,74 възела. При това, изпитанията са проведени в плитки води и по мнението на специалистите, при по-голяма дълбочина скоростта би могла да превиши 23 възела.

## Коментари
1. ↑  От на испански: 9 de Julio, Nueve de Julio – в превод „9 юли“ (наречен в чест на датата на провъзгласяването на Декларацията за независимост на Аржентина.